# José Luis Agirre
José Luis Agirre Beldarrain, su nombre también aparece habitualmente como José Luis Aguirre (San Sebastián, 21 de agosto de 1962), exfutbolista español de la década de los años 80 y 90. Fue conocido futbolísticamente como Agirre.
Jugó entre otros equipos en la Real Sociedad en la Primera División Española. También jugó en el Sestao Sport y CD Badajoz en la Segunda División.

## Biografía
Nació en la ciudad de San Sebastián en la provincia vasca de Guipúzcoa. A pesar de ser nativo de San Sebastián, Aguirre no fue captado por la Real Sociedad en categorías inferiores. Su formación se produjo en otros equipos del fútbol vasco como el Deportivo Alavés y la Cultural de Durango.
La temporada 1988-89 fichó por el Sestao Sport Club, equipo de la Segunda División Española. Con los sestaotarras jugó una brillante primera vuelta en Liga, lo que propició su fichaje el 2 de enero de 1989 por la Real Sociedad durante el mercado invernal Debutó con la Real y en la Primera División Española unos días más tarde el 8 de enero de 1989, en el Real Sociedad-Osasuna (2:1). 
Aguirre militó durante 5 temporadas y media en la Real, donde siempre fue un suplente. Su mejor temporada como realista fue la 1989-90, en la que disputó 19 encuentros, 16 de ellos como titular. En total jugó 74 encuentros con la Real, de los que 64 fueron en la Primera División Española. Jugó principalmente como centrocampista defensivo. Sus mejores resultados fueron 2 clasificaciones para la Copa de la UEFA, en las temporadas 1989-90 y 1991-92, aunque no llegó a debutar en esta competición. Marcó un gol con la Real. Sus temporadas como realista estuvieron lastradas por alguna lesión de gravedad.
De cara a la temporada 1994-95, Agirre fichó por el Club Deportivo Badajoz por tres temporadas. El equipo extremeño jugaba por aquel entonces en la Segunda División Española. Agirre fue titular en las 2 primeras temporadas que militó en el conjunto extremeño, siendo uno de los jugadores básicos de aquel equipo. Se desempeñó como defensa y centrocampista defensivo. La semana anterior a jugar la última jornada de la temporada 1995-96, cuando el Badajoz se jugaba sus opciones de ascender a Primera División, Agirre sufrió una grave lesión de rodilla en un entrenamiento (rotura del ligamento cruzado anterior y del menisco). El Badajoz se quedó finalmente 6º, empatado a puntos con el Extremadura CF, que fue 5º, que si logró clasificarse para la promoción (y ascender posteriormente a Primera). Fue la vez que el equipo pacense estuvo más cerca de ascender a Primera División. Agirre no consiguió reponerse de su grave lesión y pasó la temporada 1996-97 en blanco, sin jugar un solo partido. Al acabar la temporada anunció su retirada oficial.

## Tras la retirada
Ha estado vinculado como técnico y entrenador de la Real Sociedad desde al menos 2001, donde ha desempeñado diversas tareas en el fútbol de formación. Ha entrenado al Segundo Juvenil (2001-02) y al equipo de Liga Vasca Cadete (2002-04). En la temporada 2004-05 fue el "segundo" de Gonzalo Arkonada, entrenador del filial realista. En la temporada 2005-06 entrenó al equipo de Liga Nacional Juvenil. En la temporada 2006-07 fue nombrado entrenador del equipo de división de honor cadete.
Desde 2009 Agirre forma parte del organigrama de formación de la Real Sociedad, siendo el responsable de las relaciones con los clubes convenidos, es decir el encargado del seguimiento y la captación de jóvenes valores procedentes de aquellos clubes que mantienen convenios de colaboración con el club donostiarra y su integración en el fútbol base de la Real Sociedad.

## Clubes
| Club              | País   | Año       |
| ----------------- | ------ | --------- |
| Deportivo Alavés  | España | 1985-1986 |
| Cultural Durango  | España | 1986-1987 |
| Sestao Sport Club | España | 1988-1989 |
| Real Sociedad     | España | 1989-1994 |
| CD Badajoz        | España | 1994-1997 |